# Föränderlig höstmal
Föränderlig höstmal, Ypsolopha ustella, är en fjärilsart som först beskrevs av Carl Alexander Clerck 1759.  Föränderlig höstmal ingår i släktet Ypsolopha, och familjen höstmalar, Ypsolophidae. Arten är reproducerande i både Sverige och Finland och enligt respektive rödlista är arten livskraftig, LC, i båda länderna.

## Bildgalleri

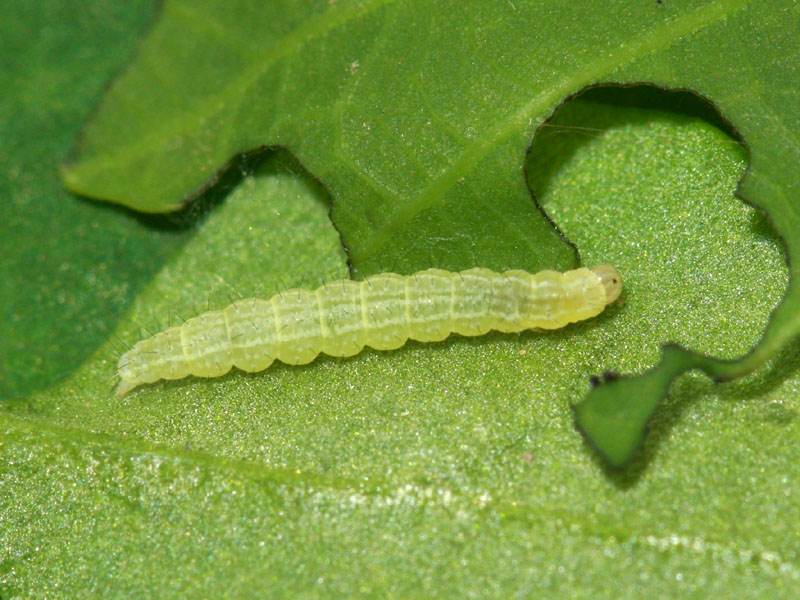
Fjärilens larv.
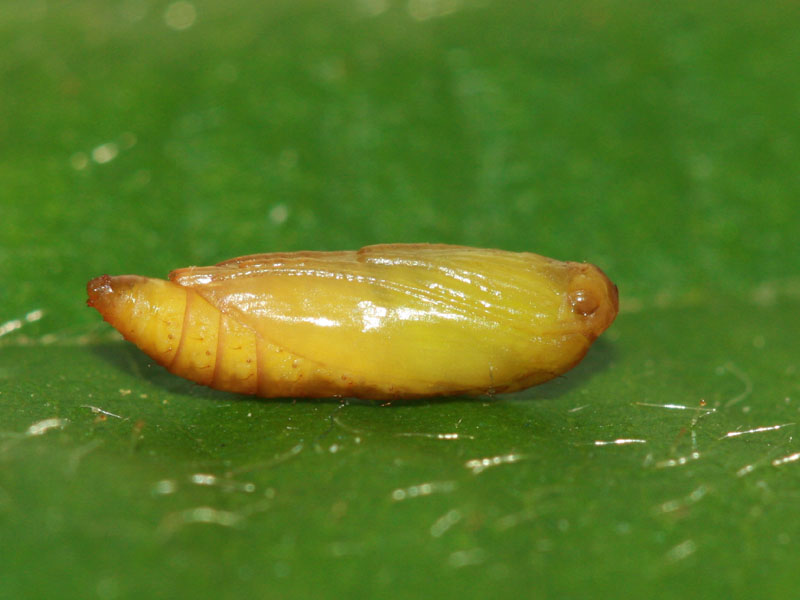
Fjärilens puppa.
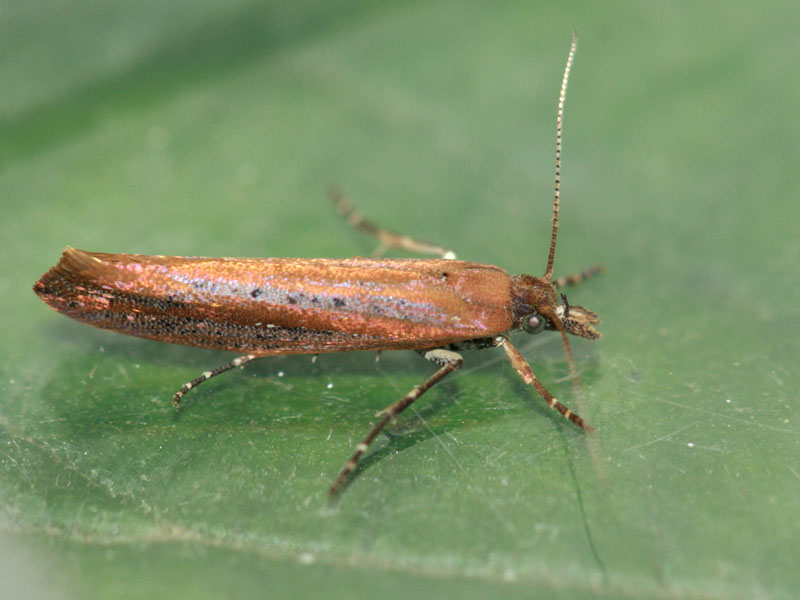
Imago fjäril.
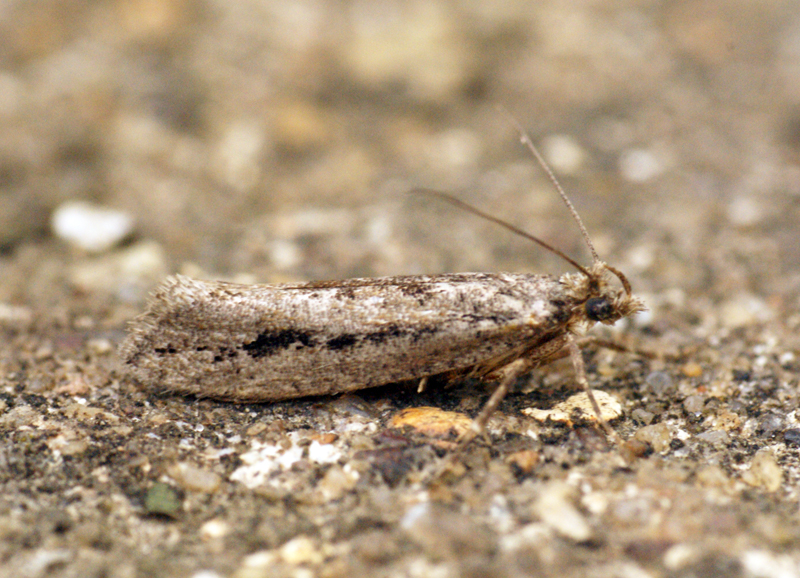
Imago fjäril.
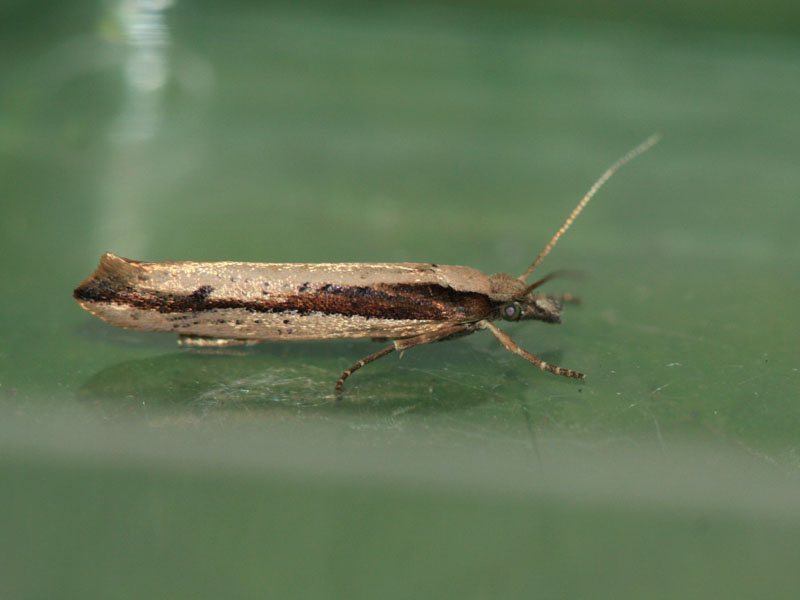
Imago fjäril.
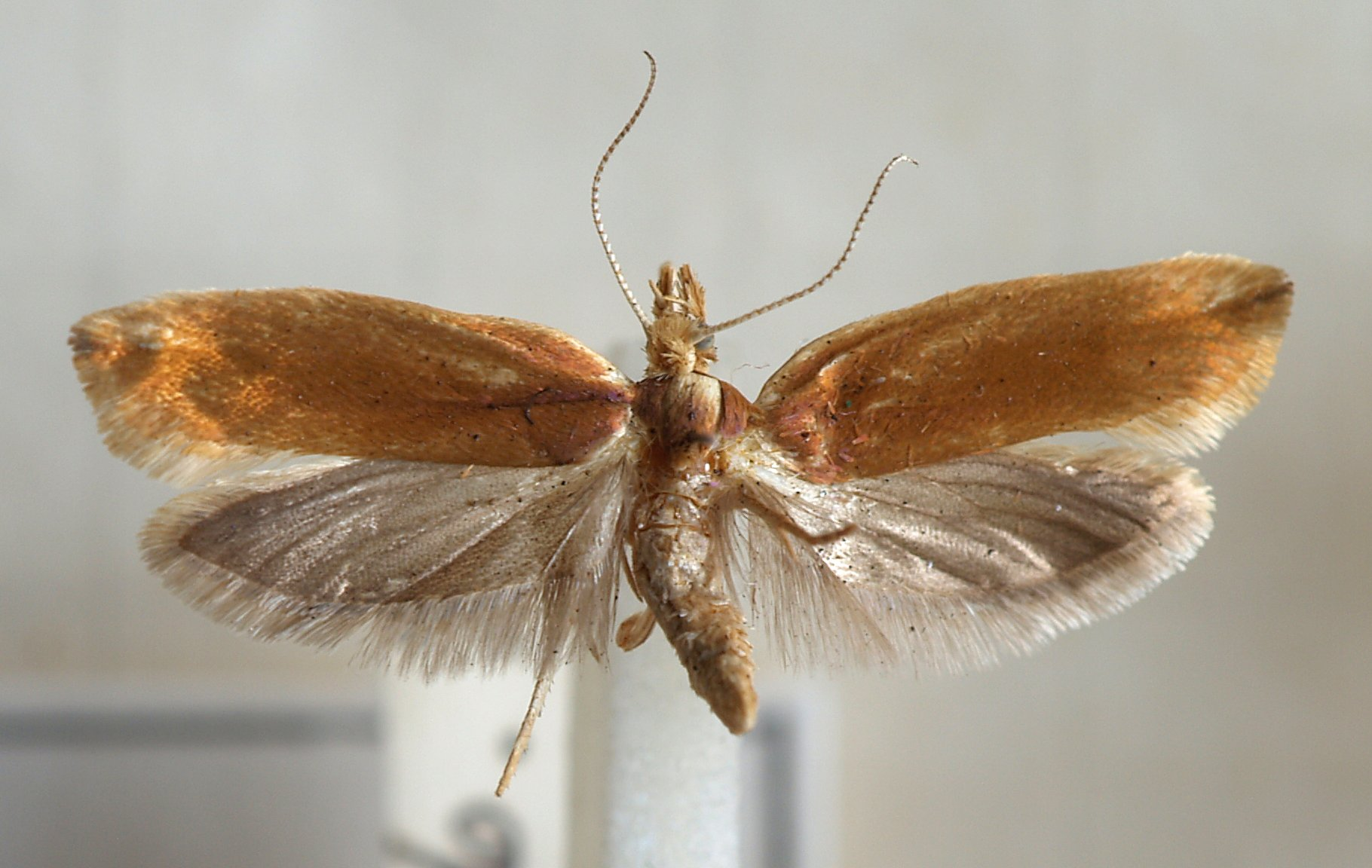
Preparerad (uppnålad) imago fjäril